# Eois anisorrhopa
Eois anisorrhopa är en fjärilsart som beskrevs av Louis Beethoven Prout 1933. Eois anisorrhopa ingår i släktet Eois och familjen mätare. Inga underarter finns listade i Catalogue of Life.